# Basarab II de Valachie
Pour les articles homonymes, voir Basarab.
Basarab II de Valachie fut prince de Valachie de 1442 à 1443.

## Règne
Basarab II est le fils aîné de Dan II. Il se réfugie en Transylvanie après la mort de son père, puis il est installé sur le trône par Jean Hunyadi qui avait besoin d'un allié plus docile que Vlad II Dracul. Il règne de juin 1442 à mars 1443, mais il est chassé du trône par son prédécesseur appuyé par les turcs du Sultan Mourad II.

## Postérité
De son union avec Dobra naissent :
- Anca, mariée en 1482 avec Stanciu de Glogova ;
- Basarab IV Țepeluș cel Tânăr, prince de Valachie.